# 원주 용운사지 삼층석탑
원주 용운사지 삼층석탑(原州 龍雲寺址 三層石塔)은 대한민국 강원특별자치도 원주시 용운사터에 석불과 나란히 서있는, 고려시대의 삼층석탑이다. 1973년 7월 31일 강원특별자치도의 유형문화재 제43호로 지정되었다.

## 개요
이 탑은 원래 상용곡 마을 용운사라는 절터에 있던 것을 이 곳으로 옮겨 온 것이다. 탑은 원래 받침 부분인 기단이 2층으로 되어 있었으나, 옮겨오는 과정에서 완전히 복원되지 못하고 1층만 남게 되었다. 몸체는 3층으로 쌓았고, 2·3층 몸돌은 1층 몸돌의 높이에 비하여 크게 줄어 있다. 탑의 지붕돌은 물매가 급하고, 아래에는 받침돌을 4단으로 새겨 놓았다. 추녀의 네 귀퉁이는 약간 치켜 올라가 있으며, 그 아래에는 풍경을 달기 위한 구멍이 나 있다. 이 탑은 기단부와 탑의 몸체가 만나는 곳에 연꽃무늬를 새긴 돌을 끼워 넣은 점이 특이하다. 탑의 윗 부분에는 장식물로 노반, 복발, 앙화, 보륜이 남아 있다. 탑을 만든 시기는 옆에 있는 비로자나불과 함께 고려전기 작품인 것으로 보인다.

## 같이 보기
- 삼층석탑
- 용운사지석조비로자나불좌상 - 강원도 유형문화재 제42호

## 참고 자료
- 용운사지삼층석탑 - 국가유산청 국가유산포털